# Place Gabriel-Péri (Paris)
Pour les articles homonymes, voir Place Gabriel-Péri.
La place Gabriel-Péri est une voie située dans les quartiers de l'Europe et de la Madeleine du 8e arrondissement de Paris.

## Situation et accès
Triangulaire, la place est, en son côté nord, adjacente à la cour de Rome, elle-même bordée au nord par la partie ouest de la gare de Paris-Saint-Lazare. Elle est à l'intersection de la rue de la Pépinière, de la rue de l'Arcade, de la rue de Rome et de la rue Saint-Lazare, au sud de cette dernière.
La place Gabriel-Péri est desservie par les lignes de métro 3, 12, 13 et 14 à la station Saint-Lazare, par la ligne E du RER à la gare d'Haussmann - Saint-Lazare et par les lignes J et L du Transilien à la gare de Paris-Saint-Lazare.

## Origine du nom
Elle honore la mémoire du résistant Gabriel Péri (1902-1941), fusillé au Mont-Valérien en 1941.

## Historique

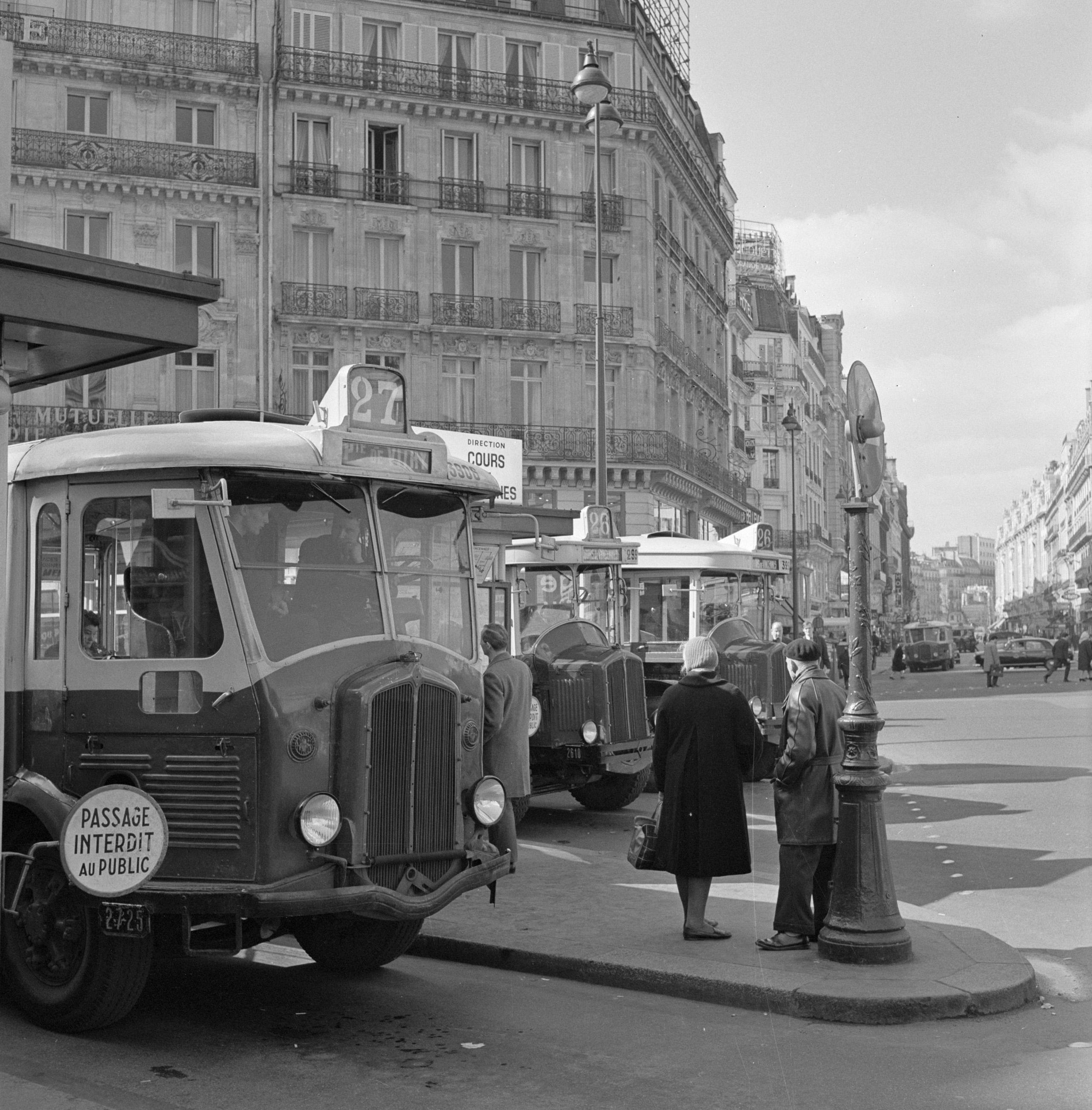
Photographiés par Willem van de Poll en 1966, à gauche, le terminus des bus RATP 26 et 27 sur la place Gabriel-Péri, à droite, l'axe de la rue de la Pépinière en direction de l'ouest.

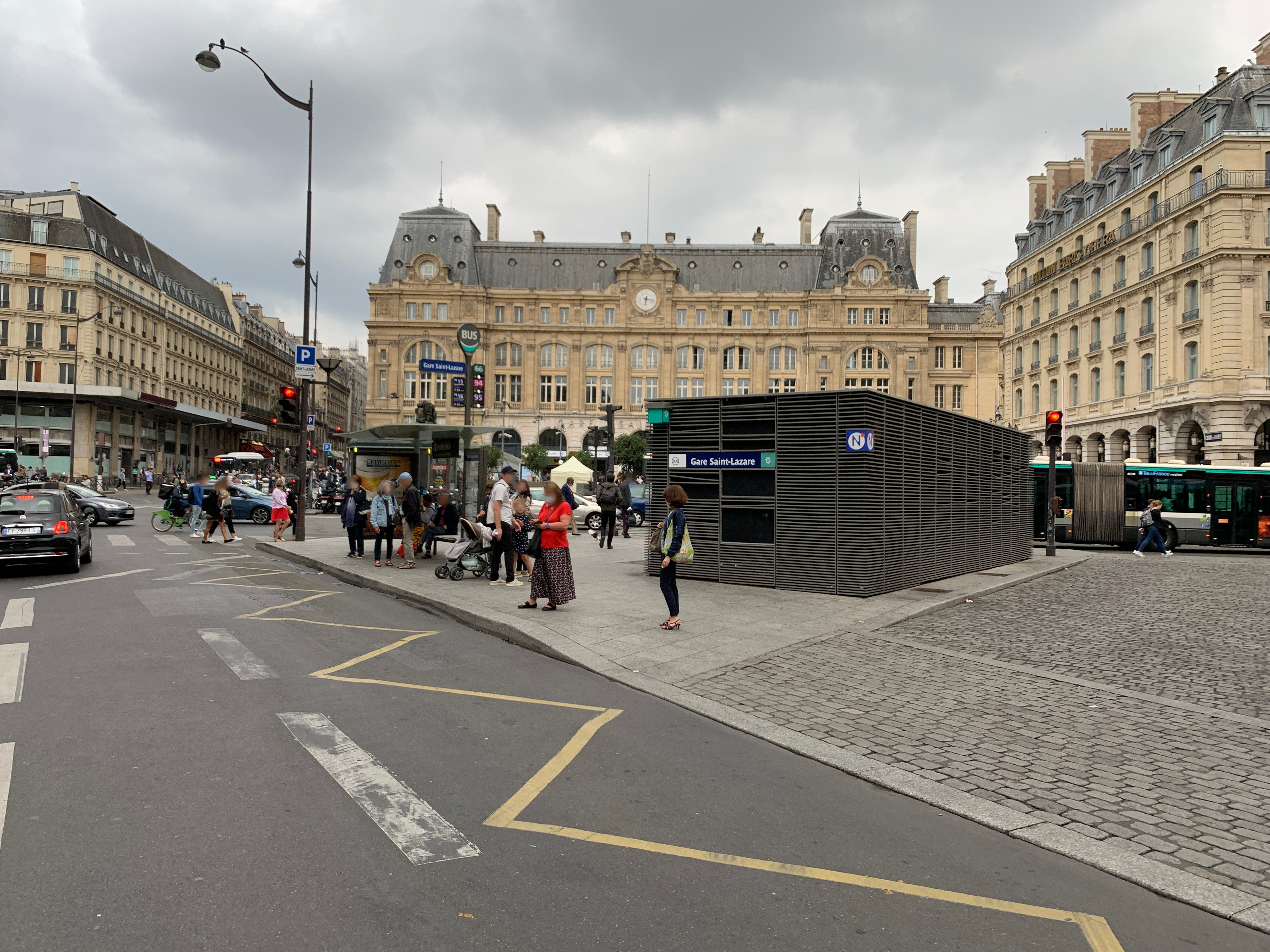
La place de nos jours.

La place est créée lors de la reconstruction de la gare Saint-Lazare entre 1885 et 1888. Elle est alors incluse dans la rue de Rome. Elle prend sa dénomination actuelle par arrêté du 18 décembre 1944, après la libération de Paris.